# Чершинцев, Александр Григорьевич
Алекса́ндр Григо́рьевич Черши́нцев (1944—2014) — российский политик, депутат Государственной думы Российской Федерации II и III созывов (1997—2003).

## Биография
Родился 22 июня 1944 года в Магнитогорске.
Окончил среднюю школу № 18, затем Магнитогорский индустриальный техникум.
В 1968 году получил диплом инженера-металлурга в Магнитогорском горно-металлургическом институте.
14 лет проработал на Магнитогорском металлургическом комбинате, начал работу подручным, закончил в должности заместителя начальника цеха.
Затем Чершинцев на комсомольской и партийной работе, являлся первым секретарём Магнитогорского горкома комсомола. Занимал должность заведующего отделом тяжелой промышленности Челябинского обкома партии.
Вскоре возглавил Южно-Уральское главное территориальное управление Госснаба СССР, на этой должности проработал около семи лет.
Избирался в городской и областной советы, затем был депутатом Государственной Думы Федерального собрания Российской Федерации два созыва подряд.
Также работал заместителем председателя депутатской группы «Регионы России», являлся членом Центрального политсовета партии «Единая Россия» и координационного совета центристских фракций в Государственной думе.
Был женат, воспитывал двух дочерей. Скончался 21 января 2014 года.

## Награды
- орден Трудового Красного Знамени[2]
- орден «Знак Почёта»[2]
- медали